# DJ Smash
DJ Smash, właśc. Andriej Leonidowicz Szirman (ur. 23 maja 1982 w Permie) – rosyjski DJ i producent muzyczny, specjalizujący się w muzyce elektronicznej.

## Kariera
Szirman zaczynał karierę jako 14-latek, uczęszczając do szkoły muzycznej, gdzie brał również lekcje na komputerach. W roku 2005 przyjął pracę DJ-a w klubie „Zima Project” w Irkucku. W roku 2007 wydał pierwszy kawałek pt. „Moscow Never Sleeps”, który zrobił furorę w rosyjskich klubach muzycznych. Rok później nakręcił singel „Volna” (Волна), do którego powstały pierwsze remiksy DJ-a Antoine & Yoko. W lipcu 2009 wraz z Alexem Gaudino oraz Dhany, nagrał nową zremiksowaną wersję singla Moscow Never Sleeps. Utwór ten został również jednym z oficjalnych hymnów Mistrzostw Świata w Piłce Nożnej 2018. DJ Smash jest również autorem projektu muzycznego o nazwie Fast Food. 

## Dyskografia

### Albumy studyjne
- IDDQD (2008)
- In Da Mix (2009)
- Grand Cru Remixed (2010)
- Twenty Three (23.03.2011)
- Nowyj Mir (ros. Новый Мир) (2012)

### Single
- Moscow Never Sleeps (pres. Fast Food)
- Волна [Volna] (pres. Fast Food & Людмила Соколова и Павел Воля)
- Волна [Volna] (DJ Antoine & Yoko Remix) (pres. Fast Food)
- Москва ждёт февраль [Moskva zhdyot fevral]
- Лучшие песни [Lutshye pesny]
- Mariya – Седьмое небо [Sedmoe nebo] (DJ Smash Remix)
- Моя Москва [Moya Moskva] (feat. Тимати & Fast Food)
- Moscow Never Sleeps (vs Alex Gaudino)
- Между небом и землёй [Mezhdy nebom i zemlyoy] (feat. Шахзода)
- Самолёт [Samolyot] (кавер-версия хита Валерии 1995 года)
- Птица [Ptisa] (feat. Tany)
- From Russia With Love
- Фокусы [Fokusy] (feat. Тимати)
- Можно без слов [Mozhno bez slov]
- DJ Smash - Ptitsa (DJ Antoine vs Mad Mark Remix)

## Wideoklipy
- Moscow Never Sleeps
- Волна (Volna, „Fala”)
- Лучшие песни (Luczszje pesni, Najlepsze piosenki)
- Между небом и землёй (Mezhdu nebom i zemloj, Pomiędzy niebem a ziemią) (feat. Shakhzoda)
- Москва ждёт Февраль (Moskva zhdot Fevral, Moskwa czeka na luty)
- From Russia With Love
- Самолет

## Nagrody
- Night Life Awards 2006
- MTV Award 
  - Najlepsza piosenka
  - Najlepszy duet